# Tourny
Tourny è un ex comune francese di 915 abitanti situato nel dipartimento dell'Eure nella regione della Normandia. Dal 1º gennaio 2016 è stato accorpato con altri 13 comuni per formare il nuovo comune di Vexin-sur-Epte.

## Storia

### Simboli
Lo stemma comunale è stato adottato il 22 dicembre 1994.
Il leopardo d'oro in campo rosso è ripreso dalla bandiera normanna.

## Società

### Evoluzione demografica
Abitanti censiti